# Michał Cetnarowski
Michał Cetnarowski (ur. 1980) – polski pisarz specjalizujący się głównie w literaturze fantastycznej, autor wielu opowiadań, publikowanych między innymi w Nowej Fantastyce, Science Fiction, Fantasy i Horrorze i Magazynie Fantastycznym.
Laureat Nagrody im. Janusza A. Zajdla 2016 za napisane wraz z Łukaszem Orbitowskim opowiadanie Wywiad z Borutą. W 2022 zdobył Złote Wyróżnienie Nagrody Literackiej im. Jerzego Żuławskiego za powieść Gnoza.

## Publikacje[4]
- Kanon Barbarzyńców, t.1, Fabryka Słów 2008
- Labirynty – zbiór opowiadań, Powergraph 2009
- City 1. Antologia polskich opowiadań grozy (współautor), Forma 2009
- Herosi, Powergraph 2012
- I dusza moja, Powergraph 2013
- Bestia najgorsza, Powergraph 2017
- Liber Horrorum: Księga Grozy, Genius Creations 2017
- Gnoza, Powergraph 2021